# Slanke haakspiegelmot
De slanke haakspiegelmot (Grapholita lunulana) is een vlinder uit de familie van de bladrollers (Tortricidae). De wetenschappelijke naam is gepubliceerd in 1775 door Denis en Schiffermüller.
De soort komt voor in Europa.